# Herm
Herm (Guernsey-i nyelven: Haerme) kis területű lakott sziget, a Csatorna-szigetek legkisebb tagja, a Guernsey Bailiffség része, brit koronafüggőség.

## Történelem
Herm már az őskorban is lakott volt, erre utalnak a szigeten talált neolit sírkamrák.
Az első feljegyzések a 6. századból származnak, amikor a szigetre szerzetesek települtek. A Herm név állítólag az itt letelepedett remetéktől származik, bár egy másik értelmezés szerint a sziget neve az ónorvég erm szóból ered, ami kart jelent, utalva a sziget alakjára.
709-ben egy heves vihar tombolt itt, ami elmosta a Hermet Jethouval, egy közeli lakatlan szigettel összekötő földnyelvet.
Fontos mozzanat volt Herm politikai történelmében a 933-as év, amikor a Csatorna-szigeteket a Normandiai Hercegséghez csatolták. 1066-ban, Anglia meghódítása után a brit királyi család tulajdona lett a szigetcsoport. Mikor az angolok 1204-ben elvesztették Normandiát, a Csatorna-szigetek az angol Korona birtokába kerültek. Ennek eredményeként az itt élő szerzetesek elhagyták a szigetet. 1570 és 1737 között Guernsey kormányzói vadászterületként használták.
1920-23 között a neves skót író és a Skót Nemzeti Párt alapítója, Compton Mackenzie bérelte a szigetet.
A 19. században egy gránitbánya jött létre itt, a gránitból erődítményeket építettek a szigeteken. Hermet a Korona bérelte, és magánszemélyek számára nem volt elérhető. a második világháború előtt egy korábbi bérlő kenguru-kolóniája volt itt, de egyetlen állat sem maradt meg. A II. világháború idején a német fegyveres erők elfoglalták a szigetet.
A háború után Guernsey parlamentje megvásárolta a szigetet a Koronától Guernsey lakosainak.

## Földrajz

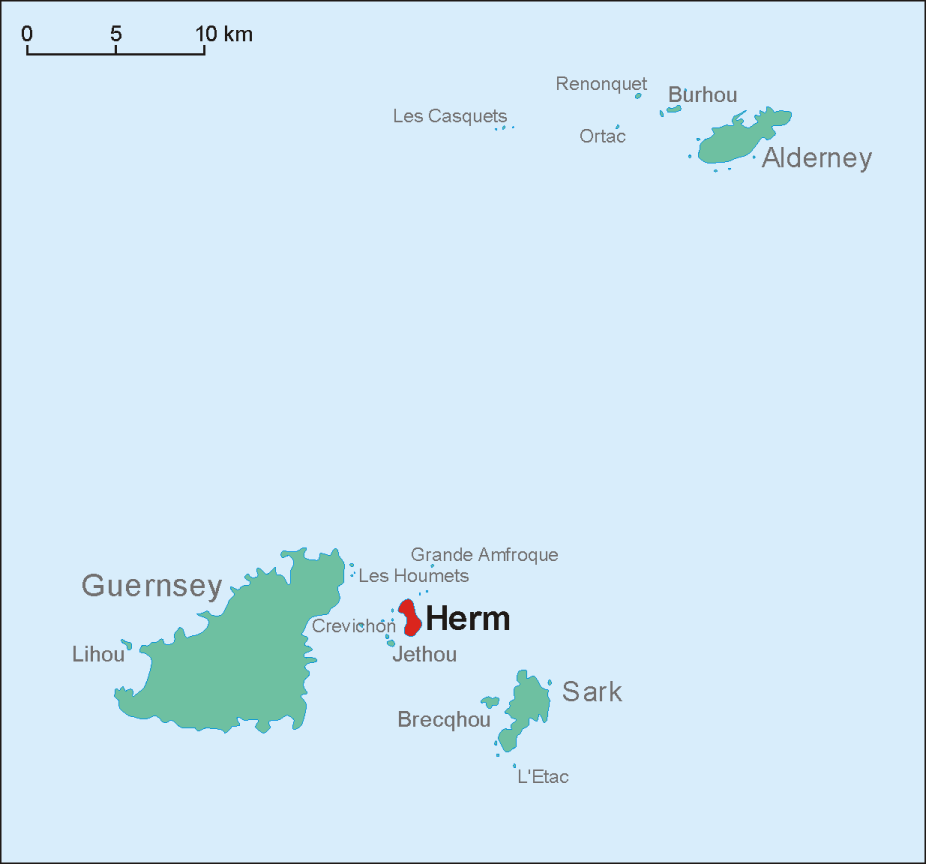
Herm elhelyezkedése

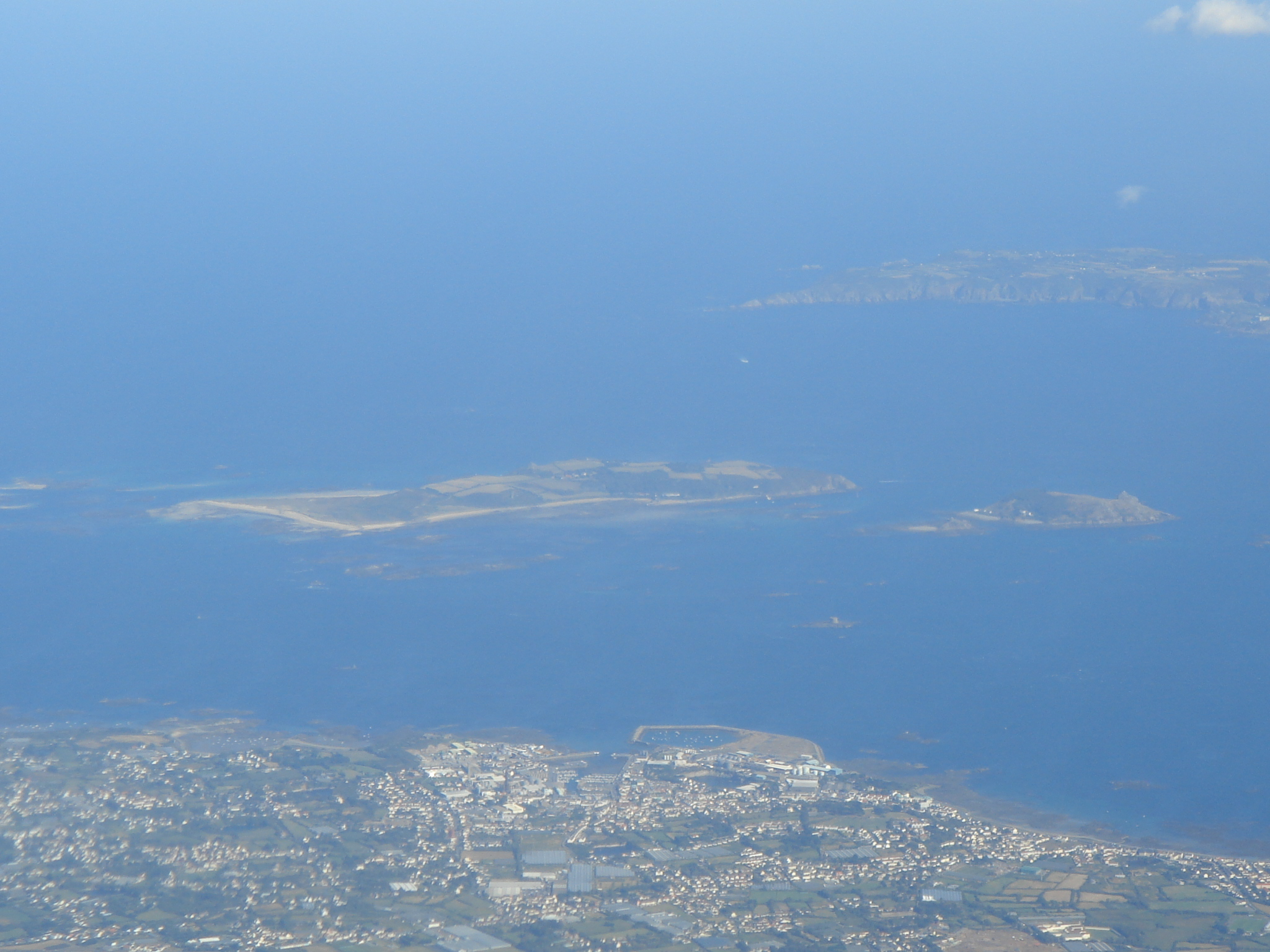
Herm, Sark és Jethou szigete légifotón

Herm 1,5 mérföld hosszú és kevesebb, mint fél mérföld széles sziget. Az északi részén homokos tengerpart található, déli része sziklás. Két legjelentősebb turisztikai látványossága a Shell Beach és a Belvoir-öböl. Legközelebbi szomszédja Jethou, egy kevesebb, mint 1 km² területű lakatlan sziget. Nyugatra található a Little Roussel-(Petit Ruau-)csatorna, ami Herm és Guernsey között van, valamint közte, és Sark között található a Big Roussel-(Grand Ruau-)csatorna. Herm szigetén sokfelé található gránit.

## Gazdaság
Herm fő bevételi forrása a turizmus. A látogatók katamaránnal érkeznek a szigetre. Itt található a történelmi jelentőségű White House Hotel. Bevételi forrás még a zöldségtermesztés, állattenyésztés és alkalmanként a saját bélyegek kiadása.

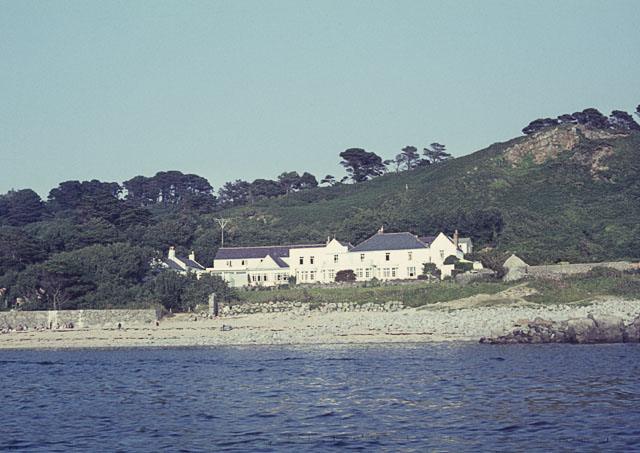
A White House Hotel a szigeten